# Отрута для княгині
«Отрута для княгині» — історичний роман української історикині, письменниці та публіцистки Раїси Іванченко, опублікований в 1995 році. Є продовженням роману «Зрада, або Як стати володарем».
У книзі розповідається про життя та проблеми суспільства Київської Русі в Х столітті на чолі з такими володарями, як Ольга, Олег, Ігор, Святослав, візантійський імператор Костянтин Багрянородний, Роман Лакапін, болгарський цар Симеон та іншими. Авторка акцентує увагу на двох соціальних прошарках: владцях та еліті, досліджує їхнє життя, діяльність, внесок у розвиток тогочасної держави та культури. В романі розкриваються актуальні для сьогодення питання: яким має бути можновладець, хто має право на владу та якою має бути жінка в ролі володарки держави.

## Композиція
Роман складається з двох частин: «Віщий Олег» та «Княгиня Ольга», кожна з яких фокусується на розповіді про життя та діяльність відповідних історичних осіб. Авторка вдало передає атмосферу тієї доби: державні змови, жорстока боротьба за території та владу над ними, утвердження правління в таких умовах.

## Нагороди
В 1996 роман був нагороджений Шевченківською премією у складі тетралогії про Київську Русь.